# Kristina Rakočević
Kristina Rakočević (montenegrinisch-kyrillisch Кристина Ракочевић; * 13. Juni 1998) ist eine montenegrinische Diskuswerferin und Kugelstoßerin.

## Sportliche Laufbahn
Erste Erfahrungen auf Wettkämpfen, internationaler Ebene, sammelte Kristina Rakočević beim Europäischen Olympischen Jugendfestival 2013 in Utrecht, bei dem die Silbermedaille im Kugelstoßen und die Goldmedaille im Diskuswurf gewann. 2014 qualifizierte sie sich für die U20-Weltmeisterschaften in Eugene und belegte dort den elften Platz. Bei den Olympischen Jugendspielen in Nanjing verpasste sie als Vierte nur knapp eine Medaille. 2015 gewann sie bei den U18-Weltmeisterschaften in Cali die Silbermedaille im Diskuswurf und Bronze im Kugelstoßen. Zudem siegte sie bei den Europaspielen in Baku mit 14,85 m im Kugelstoßen und wurde im Diskuswurf mit 53,91 m Zweite hinter der Moldauerin Natalia Stratulat. Ein Jahr später qualifizierte sie sich für die Europameisterschaften in Amsterdam, bei denen sie mit 54,35 m in der Qualifikation ausschied. Kurz darauf gewann sie bei den U20-Weltmeisterschaften im polnischen Bydgoszcz die Goldmedaille mit 56,36 m. 2017 nahm Rakočević an den U20-Europameisterschaften in Grosseto teil und gewann dort die Bronzemedaille. Zuvor siegte sie bei den Spielen der kleinen Staaten von Europa (GSSE) in Serravalle mit 53,79 m im Diskuswurf und gewann im Kugelstoßen mit 14,56 m die Bronzemedaille hinter der Zypriotin Gavriella Fella und Ásdís Hjálmsdóttir aus Island.
2018 gewann Rakočević bei den U23-Mittelmeermeisterschaften in Jesolo mit 55,11 m die Silbermedaille hinter der Italienerin Daisy Osakue und wurde anschließend bei den Mittelmeerspielen in Tarragona mit 56,20 m Achte. Zudem nahm sie erneut an den Europameisterschaften in Berlin teil, erreichte mit 55,90 m aber nicht das Finale. Im Jahr darauf siegte sie bei den Spielen der kleinen Staaten von Europa in Bar mit 15,44 m im Kugelstoßen und gewann im Diskusbewerb mit 52,94 m die Silbermedaille hinter der Zypriotin Androniki Lada, ehe sie bei den U23-Europameisterschaften in Gävle im Diskuswurf mit 54,43 m den sechsten Platz belegte. In den folgenden Jahren studierte sie in Miami in den Vereinigten Staaten und 2023 wurde sie bei der 3. Liga der Team-Europameisterschaft im Rahmen der Europaspiele in Chorzów mit 51,87 m Dritte im Diskuswurf, ehe sie bei den Balkan-Meisterschaften in Kraljevo mit 49,82 m den fünften Platz belegte.
In den Jahren 2015 und 2016 sowie 2022 und 2023 wurde Rakočević montenegrinische Meisterin im Kugelstoßen und im Diskuswurf.

## Persönliche Bestleistungen
- Kugelstoßen: 15,44 m, 30. Mai 2019 in Bar (Landesrekord)
- Diskuswurf: 58,30 m, 16. April 2016 in Split (Landesrekord)